# Astrogorgia
Genre
Astrogorgia est un genre de gorgone (type de corail).

## Liste des espèces
Selon World Register of Marine Species (27 novembre 2014) :
- Astrogorgia arborea (Thomson & Simpson, 1909)
- Astrogorgia balinensis Hermanlimianto & van Ofwegen, 2006
- Astrogorgia bayeri van Ofwegen & Hoeksema, 2001
- Astrogorgia begata Grasshoff, 1999
- Astrogorgia canala Grasshoff, 1999
- Astrogorgia dumbea Grasshoff, 1999
- Astrogorgia fruticosa Samimi Namin & van Ofwegen, 2009
- Astrogorgia jiska Grasshoff, 2000
- Astrogorgia lafoa Grasshoff, 1999
- Astrogorgia lea Grasshoff, 2000
- Astrogorgia mengalia Grasshoff, 1999
- Astrogorgia milka Grasshoff, 2000
- Astrogorgia rubra Thomson & Henderson, 1906
- Astrogorgia sara Grasshoff, 2000
- Astrogorgia sinensis (Verrill, 1865)